# Теоксении
Теоксении (греч. θεοξένια), или просто Ксении (греч. ξένια) — священные пиршества в честь богов и героев у древних греков, которые считались присутствующими на них в качестве гостей, а иногда и хозяев: в последнем случае гостями были приглашённые из смертных.
О пиршествах богов имеются упоминания уже у Гомера и в многочисленных сказаниях греческой мифологии. Культ отдельных богов и героев, с древнейших времён поддерживавшийся в отдельных семьях или родах, предписывал в торжественных случаях накрывать особый стол для бога-покровителя. Из этого родового или фамильного культа, существование которого удостоверено как литературными, так и эпиграфическими свидетельствами, возник общественный или национальный обряд теоксений. Приглашенные на пиршество боги (то есть статуи богов) размещались за несколькими столами, поодиночке или попарно. Они могли также представляться присутствующими незримо. Дельфийские жрецы были ex officio гостями бога в день теоксений, как представители смертных. Частные лица нередко устраивали теоксении по обету. Так, в честь Диоскуров постилалось ложе по случаю ниспослания ими победы. Соответствующей римский обряд лектистерний был заимствован у греков. Изображения некоторых сторон обряда теоксений можно найти в сохранившихся произведениях античного искусства (в вазовой живописи, в скульптуре).